# Залуцкая волость
Залуцкая волость — административно-территориальная единица в составе Порховского уезда Псковской губернии РСФСР в 1924 — 1927 годах. Центром было село Сорокино.
В рамках укрупнения дореволюционных волостей губернии, Залуцкая волость была образована в соответствии с декретом ВЦИК от 10 апреля 1924 года из упразднённых Дмитрогорской, Сорокинской волостей Порховского уезда и восточной части Прокшинской волости Островского уезда и разделена не сельсоветы: Дмитрогорский, Навережский, Пригонский, Сорокинский, Толокновский. В январе 1927 года образованы Городищенский и Дубский сельсоветы.
В рамках ликвидации прежней системы административно-территориального деления РСФСР (волостей, уездов и губерний), Залуцкая волость была упразднена в соответствии с Постановлением Президиума ВЦИК от 1 августа 1927 года, а её территория была включена в состав новообразованного Чихачёвского района Псковского округа Ленинградской области.